# Зелёные горы (США)
Зелёные горы, Грин-Маунтинс (англ. Green Mountains) — горный хребет в штате Вермонт (США). Является частью Аппалачей.
Протяжённость — до 400 км. Основные пики и вершины:
- Мансфилд — 1339 м, высочайшая точка штата и хребта
- Киллингтон-Пик — 1292 м
- Эллен — 1244 м

В честь Зелёных гор Вермонт (название которого означает по-французски «Зелёная гора») носит официальное прозвище «Штат зелёных гор».
Сложены кристаллическими породами, склоны покрыты хвойными лесами.